# Tarzan i syreny
Tarzan i syreny (ang. Tarzan and the Mermaids) – amerykańskie film przygodowy z 1948 roku. Film jest jedną z części cyklu filmów o Tarzanie z Johnny Weissmullerem w roli głównej, zainspirowanego przez cykl powieści Edgara Rice’a Burroughsa. Jest to ostatni film o Tarzanie w którym Weissmuller grał główną rolę.

## Fabuła
Akcja rozgrywa się w nadmorskiej wiosce afrykańskiej, w której pływanie i nurkowanie mają kluczowe znaczenie dla kultury, stąd określenie „Syreny”. Tarzan i Jane (Brenda Joyce) pomagają miejscowej dziewczynie Marze (Linda Christian), uniknąć przymusowego małżeństwa z rzekomym lokalnym bogiem Balu. W rzeczywistości nikczemny arcykapłan próbuje zmusić dziewczynę do małżeństwa z oszustem podszywającym się pod bożka Balu.

## Obsada
- Johnny Weissmuller – Tarzan
- Brenda Joyce – Jane
- Linda Christian – Mara
- George Zucco – Palanth, arcykapłan
- Andrea Palma – Luana
- Fernando Wagner – Varga
- Edward Ashley – komisarz
- John Laurenz – Benji
- Gustavo Rojo – Tiko
- Matthew Boulton – brytyjski generał